# あいれぼ 〜IDOL☆REVOLUTION〜
『あいれぼ 〜IDOL☆REVOLUTION〜』は、2008年11月28日にSIESTAより発売された18禁恋愛アドベンチャーゲームである。

## ストーリー
（出典：）
主人公・風間 優二は芸能プロダクションの新入社員である。念願のプロデューサーになった彼は、社運を賭けた一大プロジェクト・アイドルレボリューションを任される。このプロジェクトは、オーディションで選んだ5人のアイドル候補生をトップアイドルに育てるというものである。個性豊かな彼女たちを一人前のアイドルにしようと奮闘するうちに、優二はプロデューサーとして成長し、男性としての魅力も上がる。そんな彼の姿にアイドル候補生たちは惹かれていく。

## 登場人物
風間 優二（かざま ゆうじ）
本作の主人公。芸能プロダクションに勤めている。手腕が認められ、アイドルレボリューションという、オーディションで選んだアイドル候補生をトップアイドルに育て上げるプロジェクトを担うことになる。
芹沢 彩乃（せりざわ あやの）
声 - まきいづみ
身長 - 159 cm / 3サイズ - B84/W55/H87
アイドル候補生。将来に就く仕事で悩み、同年齢の少女がどんな考えを持っているかを知るために、芸能プロダクションの事務職に応募した。面接で優二にアイドルとしての素質を見出されて、アイドル候補生となった。生真面目な性格であるが、眼鏡を外してステージに立つと、アイドルに相応しい自信に満ちた性格になる。
佐伯 加奈（さえき かな）
声 - 民安ともえ
身長 - 148 cm / 3サイズ - B75/W54/H78
優二の従姉妹。彼のことを「お兄ちゃん」と呼ぶ。好奇心が強く、エッチなことにも興味を抱いている。アイドルレボリューションの話を知って、オーディションを受けて合格した。
浅倉 美咲（あさくら みさき）
声 - 青井美海
身長 - 156 cm / 3サイズ - B82/W58/H85
学生でありながらアイドルを目指している少女。快活な性格だが、わがままでもあり、優二に対して面倒事を色々と要求する。
綾小路 沙也香（あやのこうじ さやか）
声 - 風音
身長 - 154 cm / 3サイズ - B75/W56/H80
お嬢様なアイドル候補生。裕福な家庭で育ったためかプライドが高い。アイドルを目指す理由は「歌で世界制覇をする」ためである。気丈に振る舞ってはいるが、お化けが苦手である。恋愛経験がまったくなく、誰かを好きになったこともない。
桜井 桃花（さくらい ももか）
声 - みる
身長 - 152 cm / 3サイズ - B90/W56/H86
アイドル候補生。何をやっても失敗をしてしまうドジっ娘だが、失敗を重ねてもめげない強さを持つ。食べても太りにくい体質で、栄養がすべて胸に行くためかスタイルがよい。頼み事をされると断れない性格である。

## 開発
（出典：）
ぱすてるの製作が終わったあとに、明るく楽しい雰囲気のゲームが次回作に相応しいという意見が出た。様々な企画を検討し、最終的にはアイドルを育成する企画に決定した。
SIESTAではそれまで学園を舞台にしたゲームばかり出していたので、アイドル業界には詳しくなかった。そのため、アイドル業界を調べることから始めなければならず、製作に苦労している。アイドル業界のイメージを掴むために、声優への取材も行った。

## スタッフ
- 原画 - 雨音颯（加奈、美咲、沙也香）、ゆきうさぎ（桃花）、稲垣みいこ（彩乃）[2]
- シナリオ - 中森南文里、風間ぼなんざ、野菜王子、沢柾機、てつじん[3]
- 企画 - moric[2]
- スクリプト兼演出 - 眼鏡友の会/E.C[2]